# Fatima Tabaâmrante
Faṭima bnt-Muḥmmd Chahou (in berbero: ⴼⴰⵜⵉⵎⴰ ⵜⴰⴱⴰⵄⵎⵕⴰⵏⵜ; Aït Baamrane, 30 luglio 1962) è una cantautrice, ballerina e attrice marocchina di lingua-madre tashelhit (berbero del Sous).
Nota anche come "la voce degli Aït Baamrane", si fregia del titolo di Raissa (in berbero tamrayst), vale a dire maestra nell'arte del canto e della composizione poetica e musicale, che è a capo di una sua troupe.

## Biografia
Fatima Tabaamrant è nata nel villaggio di Idsalem, nel comune di Ifrane Atlas Saghir nella provincia di Guelmim. Orfana di madre all'età di un anno e mezzo, in seguito alle nuove nozze del padre fu costretta a vivere presso altri parenti. Questa esperienza ha marcato profondamente il suo animo ed è come reazione a questa situazione che ha cominciato a indirizzarsi vero un'attività poetica, che è poi divenuta la sua attività principale.
Dopo un matrimonio fallito, nel 1983 è entrata nel mondo del canto e della musica, grazie al Raiss Jamaâ El Hamidi con cui lavorò fino al 1991 quando creò il suo gruppo.
Ha pubblicato numerosissimi CD, e al di fuori del Marocco è nota per l'album "Taghlaghalt ou l'Écho de l'Atlas" pubblicato nel 2007 (Institut Du Monde Arabe).
Tra i suoi albi più recenti:
- Tabaambrant 2006, gennaio 2006 (Afraou Cassette - Agadir)
- Touf darngh imi lward, luglio 2006 (Afraou Cassette - Agadir)
- Izd akal n tmazight,  gennaio 2007 (Afraou Cassette - Agadir)
- Baba Youba, luglio 2007 (Afraou Cassette - Agadir)
- Azoul el hanna, novembre 2008 (Afraou Cassette - Agadir)
- Al ward ihadan aman, luglio 2009 (Afraou Cassette - Agadir)